# Río Viaña (afluente del Pas)
El río Viaña es un curso fluvial de Cantabria (España) perteneciente a la cuenca hidrográfica del Pas. Tiene una longitud de 8,716 kilómetros, con una pendiente media de 8,7º. Es un afluente del río Pas.
A su paso se encuentra con diversos grupos típicos de cabañas pasiegas, generalmente aislados en contraposición a los que existen en otras zonas de la comarca, que tienden a unirse en barrios.